# TR-1 (航空機)
TR-1は、日本の東京瓦斯電気工業（瓦斯電）が開発・製造した双発旅客機。改修が加えられた準同型機TR-2も存在し、本項では併せて解説する。機体名の「TR」は「中型旅客機」の略。

## 経緯
1937年（昭和12年）、航空局は当時国内線で日本航空輸送が用いていた、三菱ひなづる中型旅客機（エアスピード エンボイのライセンス生産機）を代替する機体の開発を瓦斯電に指示した。瓦斯電では、村山堯技師を設計主務者として独自の研究試作という形で開発にあたり、1938年（昭和13年）4月に試作1号機が完成。機体記号「J-DAAH」を付与され、同年4月8日に羽田飛行場で初飛行した。
TR-1は初飛行後も羽田で試験飛行を続けており、1938年6月22日には左車輪の故障によって片車輪着陸を余儀なくされる事故を起こしている。試験飛行中に台湾内の近距離路線で用いるべく台湾国防義会への納入が決定し、献金によってTR-1を献納した台湾の学校関係者に因んで「台湾義勇学校新高号」と命名された。片車輪着陸時の損傷を修理した上で船便で台湾へと発送されることになったが、出港直後に神戸港内で輸送船と他船との衝突事故によって大破し、瓦斯電大森工場へと返送された。
瓦斯電では、設計に改修を加えた上で代機となるTR-2を製造することとし、1940年（昭和15年）5月に瓦斯電の航空機事業が日立航空機へ引き継がれた後、同年10月に1機を完成させた。機体記号「J-DAAJ」と「台湾義勇学校号 No.2」あるいは「台湾義勇学校新高号2号機」の名を与えられたTR-2は、1940年11月末に羽田から台湾まで自力飛行で空輸された後に台湾国防義会に納入され、その航空部で用いられた。
台湾におけるTR-2の使用実績は「概ね成功」と評されるもので、性能全般も置き換えを予定していたひなづるを上回っていたが、TR-1とTR-2合わせて生産数は2機のみで、それ以上の量産が行われることはなく、日本航空輸送への採用も実現しなかった。台湾で運用されたTR-2は、最終的には第二次世界大戦中に囮機へと転用され、台北飛行場で破壊されている。

## 機体
低翼単葉の全金属製双発機。ただし、各舵面のみ羽布張りである。主翼には大面積・圧縮空気操作式の単純フラップと、フラップを兼ねる補助翼を有する。また、TR-1の試験飛行中に垂直尾翼が拡大されている。
胴体はモノコック構造を採用するとともに、流線形かつ楕円断面形を採用した細身の設計で空気抵抗の低減を図っている。そのため、客席の数は互い違いの配置で標準4席、最大6席のみで、機内の狭さに起因する乗客定員の少なさは欠点として挙げられていた。機体の細さゆえ、操縦席も複式操縦装置を備えたタンデム複座を採用している。その他、機内には化粧室と3箇所の荷物用スペースを持つ。
降着装置は主脚のみ圧縮空気を用いた手動式引込脚、尾輪は固定式で、TR-2では故障に備えて、引き込まれた状態でも車輪下部が露出する半引込式へと主脚の設計が改められている。TR-2のその他のTR-1からの変更点としては、操縦席付近の窓といった各部艤装、およびカウリングをイボ付きのものからイボの無いNACAカウリングへ改めるなどのエンジンナセル周りの設計変更、主翼の延長、これらの改修に伴う若干の重量増などがある。また、TR-2の台湾への空輸の際には増加燃料タンクが用いられた。
なお、設計では観測機や機上作業練習機、患者輸送機への転用も考慮されていた。

## 諸元
出典：『日本航空機総集 九州・日立・昭和・日飛・諸社篇』 58頁、『図説国産航空機の系譜 上』 154頁、『日本航空機大図鑑 1910年ー1945年 中巻』 286,287頁。
TR-1
- 全長：10.60 m
- 全幅：14.10 m
- 全高：3.50 m
- 主翼面積：24.5 m2
- 自重：1,910 kg[7]あるいは2,910 kg[3]
- 全備重量：3,000 kg[7]あるいは3,600 kg[3]
- エンジン：瓦斯電 神風5A 空冷星型9気筒（最大280 hp） × 2
- 最大速度：302 km/h
- 巡航速度：250 km/h
- 実用上昇限度：4,380 m[7]あるいは6,000 m[3]
- 航続距離：1,500 km
- 翼面荷重：122.4 kg/m2
- 乗員：2名
- 乗客：4 - 6名

TR-2
- 全長：10.60 m[8]あるいは10.984 m[7]
- 全幅：14.387 m[7]あるいは14.70 m[8]
- 全高：3.44 m[8]あるいは4.193 m[7]
- 主翼面積：25.6 m2[7]あるいは27.2 m2[8]
- 自重：2,175 kg[7]あるいは2,180 kg[2]あるいは2,195 kg[8]
- 全備重量：3,200 kg[2][7]あるいは3,300 kg[8]
- エンジン：瓦斯電 神風5A 空冷星型9気筒（最大280 hp） × 2
- 最大速度：288 km/h[7]あるいは290 km/h[8]
- 巡航速度：250 km/h
- 実用上昇限度：3,150 m[2][7]あるいは4,500 m[8]
- 航続距離：1,700 km[2][7]あるいは1,750 km[8]
- 翼面荷重：125.0 kg/m2
- 乗員：2名
- 乗客：4 - 6名